# 傅秉常
傅 秉常（ふ へいじょう）は中華民国の政治家・外交官。字は褧裳。

## 事跡
10歳のときに父に従って香港に移り、聖ステファン中学（St. Stephen's Boys' College）、香港大学で学んだ。1916年（民国5年）12月に大学を卒業すると、聖ステファン中学で教師となる。1918年（民国7年）、護法運動を開始した孫文を頼って広州に向かい、護法軍政府に加わる。このとき、伍廷芳の秘書となり、その指導下で法律・外交文書について研鑽を重ねた。
1919年（民国8年）、パリ講和会議で中国代表処秘書をつとめた。翌年、護法軍政府の財政部・外交部駐香港代表に任ぜられる。同年11月、海南島瓊海関監督に異動する。1923年（民国12年）2月、大元帥府外交部特派交渉員兼財政部粤海関監督に転じた。6月、広州大本営外交秘書を兼任した。
1927年（民国16年）9月、国民政府財政部関務署署長に任ぜられたが、翌月、外交部参事に転じている。翌年10月、立法院委員に任ぜられ、立法院外交委員会委員長に選出された。1929年（民国18年）2月、駐ベルギー公使となる。1931年（民国20年）、香港大学から名誉法学博士号を授与された。同年5月、寧粤分裂では西南派（粤派）に与し、広州国民政府外交部副部長に任ぜられている。寧粤合流後の翌年1月、外交部政務次長に任ぜられたが、同月末に辞任し、西南政務委員会委員に転じた。1933年（民国22年）からは立法委員に戻り、やはり立法院外交委員会委員長をつとめている。
1935年（民国24年）11月、中国国民党第5期中央執行委員に選出された。1941年（民国30年）7月、外交部政務次長に返り咲く。翌年12月、駐ソビエト連邦大使に任ぜられた。1945年（民国34年）5月、国民党第6期中央執行委員に再び選出される。1946年7月、パリ講和会議（連合国とイタリア・ルーマニア・ブルガリア・ハンガリー・フィンランド5か国との講和）に中国代表として出席した。1949年（民国38年）3月、呉鉄城の後任として外交部長に任ぜられたが、このときは海外にあり、結局実際には就任できなかった。同年中にいったん帰国したが、まもなくパリに戻り、以後しばらくここに滞在している。
1957年（民国46年）5月、傅秉常は台北に向かい、蔣介石から国策顧問に任命され、さらに国民党中央評議委員に選出された。翌年6月、司法院副院長に任ぜられ、7月には公務員懲戒委員会委員長も兼ねた。
1965年（民国54年）7月29日、台北にて病没。享年70（満69歳）